# Завръщане (филм, 1983)
„Завръщане“ е български игрален филм (драма) от 1983 година на режисьора Стефан Димитров, по сценарий на Райна Томова. Оператор е Атанас Тасев. Музиката във филма е композирана от Симеон Пиронков.

## Актьорски състав
- Румена Трифонова – Марина
- Ернестина Шинова – Марта
- Борис Луканов – Петър
- Стефан Данаилов – Васил
- Катя Василева – Ваня
- Иван Червенов – Филип
- Люба Петрова – майката
- Иван Атанасов – бащата
- Северина Тенева – Юлия
- Иван Несторов
- Иван Йорданов
- Иван Цветарски
- Калина Антонова
- Васил Кайзеров